# Yuen Yuen Institute
Yuen Yuen Institute is een groot taoïstische tempelcomplex. Het ligt naast Western Monastery in Tsuen Wan, Hongkong, Volksrepubliek China. De tempel werd in 1950 gebouwd door drie daoshi van Sanyuan Gong in Guangzhou. De tempel behoort tot de Quanzhenschool van het taoïsme.
De naam van het instituut staan voor de drie Chinese filosofieën: confucianisme, boeddhisme en taoïsme. De hoofdtempel van het complex is een replica van Tian Tan in Beijing. Daarin worden Confucius, Shakyamuni Boeddha en Laozi vereerd.
Het tempelcomplex is in vele Hongkongse films als decor gebruikt. In het Yuen Yuen Institute kan men ook vegetarische maaltijden eten in de speciaal daarvoor ingerichte eetzaal.
Het instituut doet veel aan onderwijs en heeft onder andere drie middelbare scholen gesticht die van taoïstische signatuur zijn. De drie scholen zijn: 
- HKTA The Yuen Yuen Institute No. 1 Secondary School
- HKTA The Yuen Yuen Institute No. 2 Secondary School
- HKTA The Yuen Yuen Institute No. 3 Secondary School